# Unleashed in the East
Unleashed in the East is een livealbum van de Britse heavymetalband Judas Priest, opgenomen tijdens de Hell Bent For Leather Tour in Tokio (Japan) in 1979 en uitgebracht in 1979. Dit was het eerste album waarbij Tom Allom hun producer was. Hij zou blijven tot Ram it Down.

## Tracklisting
1. "Exciter"
2. "Running Wild"
3. "Sinner"
4. "The Ripper"
5. "The Green Manalishi (With the Two Prong Crown)"
6. "Diamonds And Rust"
7. "Victim Of Changes"
8. "Genocide"
9. "Tyrant"

### Bonustracks 2001
1. "Rock Forever"
2. "Delivering the Goods"
3. "Hell Bent for Leather"
4. "Starbreaker"